# وايت روي
وايت روي (بالإنجليزية: Wyatt Roy)‏ هو سياسي أسترالي، ولد في 22 مايو 1990 في أستراليا. حزبياً، نشط في الحزب الوطني الليبرالي في كوينزلاند. وقد انتخب عضو مجلس النواب الأسترالي عن دائرة لونغمان ‏ (21 أغسطس 2010 – 2 يوليو 2016).